# Lista de episódios de Madan Senki Ryukendo
Essa página lista os episódios da série tokusatsu japonesa Madan Senki Ryukendo. A série foi exibida originalmente de 8 de janeiro de 2006 a 31 de dezembro de 2006, na TV Aichi, e foi exibida na RedeTV brasileira desde 13 de abril, no horário das 19h e, posteriormente, às 19h25min, com término em 26 de junho de 2009. Ao todo possui 52 episódios e dois especiais. #Os nomes em negritos são dos personagens-destaques dos episódios.
| # | Título do episódio                               | Título em kanji                          | Título original                             | Exibição original       |
| --- | ------------------------------------------------ | ---------------------------------------- | ------------------------------------------- | ----------------------- |
| 1 | "Esse é o Herói!"                                | これがヒーローだ!                        | Kore ga Hīrō da!                            | 8 de Janeiro de 2006    |
| O jovem Kenji Narukami chega à cidade de Akebono, sendo confundido com um demônio logo ao entrar pela ponte da cidade. Uma invasão de Servos malignos da Yamanga abate-se sobre a cidade. Kenji salva o filhote de cachorro de um dos comerciantes da área atacada, enquanto um guerreiro vermelho prateado aparece e derrota os invasores. Posteriormente, o criador de monstros da organização Yamanga, Doutor Worm, cria a besta Reptolillix para devorar os metais da cidade. Kenji tenta lutar contra o demônio, que salta pelos céus com o jovem em seu dorso. Ao ser atingido pelo clarão de luz de Geki Ryu, Kenji cai em um templo mas não se fere. O artefato controla seu corpo, fazendo com que o jovem se transforme no poderoso Espadachim Madan Ryukendo. Com um novo poder em mãos, Kenji derrota a criatura com seu Corte Madan, salvando a cidade. - Parte chave deste capítulo: O surgimento do Guerreiro Madan Ryukendo. |                                                  |                                          |                                             |                         |
| 2 | "Queime! Torne-se uma Chama!"                    | 燃えろ！炎になれ！                       | Moero! Honō ni Nare!                        | 15 de Janeiro de 2006   |
| Kenji é levado aos quartel da S.H.O.T., a organização secreta que combate os monstros da Yamanga. Lá ele conhece Juushirou Fudou, membro da organização que o salvou dos Servos anteriormente, vestindo a armadura do Atirador Madan Ryugan'o. Porém, quando a planta gigante Giga Flower aparece em Akebono, ambos os guerreiros Madan precisam detê-la. Ryukendo usa a Chave Fogo (adquirida na batalha anterior), acionando a Armadura de Fogo, tornando-se assim Ryukendo Fogo. Consegue em seguida derrotar a planta neste modo. - Parte chave deste capítulo: O surgimento do Ryukendo Fogo. |                                                  |                                          |                                             |                         |
| 3 | "Corra! Rei das Cem Bestas!"                     | 走れ！百獣の王！                         | Hashire! Hyakujū no Ō!                      | 22 de Janeiro de 2006   |
| Ryukendo entra em ação juntamente com Ryugan'o em sua primeira missão oficial como membro da S.H.O.T., invocando seu espírito YuuOu, Brave Leon, para auxiliá-lo. No entanto, este não o obedece, pois Narukami demonstra ser orgulhoso e faz de tudo para Ichiko e Ritsuko não descobrirem sua identidade já que estão juntos enfrentando o Tanque Blindado do Doutor Worm. - Parte chave deste capítulo: O espírito YuuOu Brave Leon. |                                                  |                                          |                                             |                         |
| 4 | "Armamento Congelante! Ryukendo Aqua!"           | 氷結武装！アクアリュウケンドー！         | Hyōketsu Busō! Akua Ryūkendō!               | 29 de Janeiro de 2006   |
| Ryukendo enfrenta um servo da Yamanga evoluido e copia o modo fogo de Ryukendo, Fudou pensando que a Yamanga poderia se tornar mais forte ao ver que S.H.O.T. adquiriu o poder fogo, Kenji fala que a Yamanga poderia se tornar mais forte e passa a refletir as palavras de Kenji, Ryukendo aparece ao campo de batalha e enfrenta o servo no modo fogo, mas teve bate boca na luta por Kenji chamar Fudou de Dom, fato de que ele sempre reclama por ser chamado desse jeito. Setoyama manda a chave Aqua a Ryukendo, será que com essa chave, Ryukendo Aqua conseguirá vencer o servo fogo da Yamanga? *Parte chave deste capítulo: O surgimento de Ryukendo Água. |                                                  |                                          |                                             |                         |
| 5 | "Aquele Cara é o Rival"                          | あいつがライバルだ                       | Aitsu ga Raibaru da                         | 5 de Fevereiro de 2006  |
| Yack Moon sequestra as pessoas e as coloca num pequeno globo para desafiar Ryukendo, GekiRyuuKen revela a Kenji que poderia enxergar Komachi. Kenji sai para uma patrulha e enfrenta Yack Moon sozinho, achando que poderia salvar as pessoas sem ajuda de ninguém, mas na situação crítica, Komachi o ajuda e Ryugan'o aparece para auxiliá-lo. Ryukendo percebe que só conseguiria enfrentar Yack Moon se conseguisse formar uma nova combinação, usando o GekiRyuuKen, Brave Leon e sua própria, aparecendo pela primeira vez a fusão tripla e Yack Moon o poupa reconhecendo sua derrota para que possa desafiá-lo para um outro encontro. Kenji se perguntava quem era aquela moça que só ele e GekiRyuuKen só poderia vê-la e Komachi se apresenta a ele dizendo que só aqueles de bom coração que podia vê-la. *Parte chave deste capítulo: Foi a combinação de Ryukendo com o Brave Leon.                                            |                                                  |                                          |                                             |                         |
| 6 | "Vitória Certa Com um Só Ataque! Canhão Dragão!" | 一撃必勝！ドラゴンキャノン！             | Ichigeki Hisshō! Doragon Kyanon!            | 12 de Fevereiro de 2006 |
| Quando o monstro Balloon Gamma aparece na cidade, disparando raios que transformam os cidadãos em balões de ar, Ryukendo precisa agir rápido para salvar Ritsuko e Ichiko. Porém, Ryugan'o precisa treinar sua nova técnica para derrotar a criatura. Kenji é transformado em balão e chama Ryugan'o de Dom, poderá Kenji se salvar do tiro Dragão de Ryugan'o? *Parte chave deste capítulo: A Técnica especial de Ryugan'o, é o Canhão Dragão. |                                                  |                                          |                                             |                         |
| 7 | "Invocar! Gorila YuuOu!"                         | 召喚！ゴリラ獣王！                       | Shōkan! Gorira Jūō!                         | 19 de Fevereiro de 2006 |
| O monstro MegaNouma causa grande destruição em Akebono, atacando juntamente com os Servos. Ryukendo precisa detê-lo usando seu espírito YuuOu, o gorila Fire Kong, mas as coisas parecem não dar certo quando o animal mecânico não lhe obedece.*Parte chave deste capítulo: O espírito YuuOu, Fire Kong, ao se fundir com Ryukendo pode usar o golpe final Canhão de Fogo. |                                                  |                                          |                                             |                         |
| 8 | "O Demônio Escondido na Água"                    | 水にひそむ魔                             | Mizu ni Hisomu Ma                           | 26 de Fevereiro de 2006 |
| Rin estava relembrando da infância dos vagalumes e porque seu irmão lutava para que os vagalumes não desapareçam e também para combater o desmatamento do rio. Rin e Kenji vão em patrulha e ela revela parte de sua história, mas um monstro aparece e com sua velocidade, passa a perna em Ryukendo e Ryugan'o e também usa o rio para ocultar sua presença. Rin entra em apuros e Kenji, que Rin o confunde como seu irmão aparece e Kenji se transforma para enfrentar o monstro. GekiRyuuKen menciona do Aqua Shark e Ryukendo o evoca, mas é revelado que Aqua Shark poderia se transformar numa plataforma e vence o monstro. Rin revela ter criado um forte sentimento por Kenji no decorrer da série.*Parte chave deste capítulo: O espírito YuuOu Aqua Shark, que pode-se converter em nave para alcançar os inimigos. |                                                  |                                          |                                             |                         |
| 9 | "Soe, Sino da Amizade"                           | 響け、友情の鐘                           | Hibike, Yūjō no Kane                        | 5 de Março de 2006      |
| Um demônio Voldark aparece na cidade e imprime ondas sonoras que afeta as pessoas e também neutraliza GekiRyuuKen, ficando inerte por algum tempo. Amachi conta que GekiRyuuKen foi descoberto já algum tempo e não se lembrava de seu verdadeiro passado e de onde se originou. Através do sino de Akebono, as ondas do monstros se neutralizam, ao que tudo indica, aqueles de coração puro que batessem no sino de Akebono teria seu desejo realizado. Kenji' vai até o sino de Akebono e combate as ondas sonoras do monstro no intuito de trazer GekiRyuuKen de volta, poderá Kenji ter seu desejo realizado?*Parte chave deste capítulo: O grande salto que Ryukendo fez com a juda de Fire Kong. |                                                  |                                          |                                             |                         |
| 10 | "O Monstro do Oeste"                             | 西から来た怪物                           | Nishi kara Kita Kaibutsu                    | 12 de Março de 2006     |
| Umi Saionji chega a cidade de Akebono e estava ansiosa para ver como Kenji tem se saindo enfrentando os monstros da Yamanga, mas ela descobre que a polícia e até o próprio Kenji não enfrenta os monstros e Umi decide levar Kenji para sua terra natal e revela que é a prometida de Kenji. Durante a luta dos monstros aéreos Anomalocaris da Yamanga, ela vê Ryukendo e reconhece seu estilo de luta usado por Ryukendo, Umi descobre que Kenji na verdade é Ryukendo. *Parte chave deste capítulo: Foi a técnica usada por qualquer Guerreiro Madan, o Punho Madan |                                                  |                                          |                                             |                         |
| 11 | "O Poder da Chave Trovão"                        | サンダーキーの力                         | Sandā Kī no Chikara                         | 19 de Março de 2006     |
| Yack Moon revela estar com a posse da misteriosa Chave Trovão, usando-a para criar um clone seu, Elemoon. O clone do espadachim ataca Akebono, forçando Ryukendo e Ryugan'o a entrar em ação para pará-lo. Quando a Chave Trovão se mostra muito poderosa para o falso Moon, Kenji e o vilão verdadeiro se enfrentam para obtê-la. *Parte chave deste capítulo: A Chave Raio, é um complemento que precisa ter muito cuidado ao usá-la. |                                                  |                                          |                                             |                         |
| 12 | "Ativação Proibida! Ryukendo Trovão!"            | 禁断の発動！サンダーリュウケンドー！     | Kindan no Hatsudō! Sandā Ryūkendō!          | 26 de Março de 2006     |
| Quando o lado negro de Yack Moon desperta, fazendo com que o espadachim use sua fortaleza para atacar Akebono, Kenji precisa superar suas capacidades e utilizar a recém-adquirida Chave Trovão, alcançando a forma de Ryukendo Trovão para parar o insano vilão. *Parte chave deste capítulo: O surgimento de Ryukendo Trovão, sua técnica especial é o Corte Relâmpago. |                                                  |                                          |                                             |                         |
| 13 | "Reunião que Atravessou o Tempo"                 | 時を超えためぐり逢い                     | Toki o Koeta Meguriai                       | 2 de Abril de 2006      |
| Kenji é atacado durante uma luta e desmaia, perdendo os sentidos. Em sonhos, ele "volta" para o passado, encontrando Fudou e a GouRyuuGun muito tempo antes de chegar à Akebono. Sem os poderes da GekiRyuuKen, ele e Ryugan'o precisam deter os ataques dos Servos que querem invadir o Ponto de Poder de Akebono. *Parte chave deste capítulo: Foram as variadas transformações de Ryukendo, o modo Fogo, Água e Trovão. |                                                  |                                          |                                             |                         |
| 14 | "O Novo Inimigo"                                 | 新たなる敵                               | Aratanaru Teki                              | 9 de Abril de 2006      |
| A vilã Lady Gold aparece na base da Yamanga e arma um plano para que a cidade perca a fé nos Guerreiros Madan e na S.H.O.T., gerando grande pânico. Desacreditados, Kenji e Fudou são renegados pela cidade de Akebono. Um Ryukendo gigante aparece na cidade e começa a destruir as construções da área comercial, e um novo Guerreiro Madan aparece atacando a S.H.O.T. e a Yamanga. - Parte chave deste capítulo: O novo Guerreiro que é o Ryuyin'o que luta em alta velocidade. |                                                  |                                          |                                             |                         |
| 15 | "O Medo que Rasteja nas Trevas"                  | 闇にうごめく恐怖                         | Yami ni Ugomeku Kyōfu                       | 16 de Abril de 2006     |
| Uma espécie de carapaça aparece na pele das pessoas uma espécie de crosta, mas Kenji e Fudou terão de descobrir como isso acontece e as suspeitas cai em Koichi Shiranami que recentemente chega a cidade e também visitava Kaori em sua floricultura, mas Shiranami estava criando uma espécie de essencia para atrair o monstro, Shiranami se transforma em Ryuyin'o e destroi o monstro e revela não ser parte da S.H.O.T. e também reunir o maior número de chaves para se tornar mais forte. *Parte chave deste capítulo: O Guerreiro Ryuyin'o combinado com seu espírito YuuOu Delta Shadow. |                                                  |                                          |                                             |                         |
| 16 | "Inimigo? Amigo?"                                | 敵か？仲間か？                           | Teki ka? Nakama ka?                         | 23 de Abril de 2006     |
| Uma espécie de forte bola aparece em Akebono e a bola se desfaz e ele se revela como Rock Crimson, um dos comandantes da Yamanga e também amigo de Doutor Worm, que por sua vez também o conhecia. Ryugan'o parte ao ponto de energia para reenergizar a chave que evocaria a adaga Madan de Ryukendo e Kenji volta ao campo de batalha ao enfrentar Rock Crimson, mas Ryuyin'o reaparece apenas para dar suporte a Ryukendo por estar ferido devido a luta passada e insulta Rock Crimson que o deixa irado. Ryuyin'o retira-se do campo de batalha respondendo que não deveria se envolver por coisas banais e Fudou aparece ferido entregando a chave a Ryukendo que originaria a adaga Madan, que criaria uma fusão de energia com GekiRyuuKen e a adaga Madan, formando a espada de dois fios. - Parte chave deste capítulo: A nova arma de Ryukendo, a Adaga Madan.                                                                    |                                                  |                                          |                                             |                         |
| 17 | "Que tal um Pesadelo?"                           | 悪夢はいかが？                           | Akumu wa Ikaga?                             | 30 de Abril de 2006     |
| Lady Gold usa seu feitiço psicológico para manipular as mentes das pessoas, fazendo-as terem pesadelos com seus maiores medos. Quando Kaori e Shiranami são vítimas da magia, Ryukendo e Ryugan'o partem para acabar com a desordem. *Parte chave deste capítulo: Flecha Letal (em japonês: 乱舞, RanBu?). |                                                  |                                          |                                             |                         |
| 18 | "Asas Seladas! Thunder Eagle!"                   | 封印されし翼！サンダーイーグル！         | Fūinsareshi Tsubasa! Sandā Īguru!           | 7 de Maio de 2006       |
| Lady Gold usa uma espécie de feitiço e usa Shiranami para enfrentar Ryukendo e Ryugan'o, Ryugan'o foi neutralizado por Ryuyin'o e cabe a Ryukendo enfrentar Ryuyin'o, mas também é derrotado. Amachi aparece disposto a impedir Ryuyin'o, mas não consegue fazer muita coisa, um novo poder desperta e Kenji usa a Adaga Madan para despertar Thunder Eagle. O poder da Chave Trovão e da Flecha Letal se colidem, revelando parte da memória de Shiranami e mostra que Amachi arriscou sua vida para salvá-lo e para salvar inclusive o seu maior tesouro, sua família. Qual será o rumo que Shiranami tomará, já que ele o culpava pela morte de seus pais? *Parte chave deste capítulo: A aparição do novo espírito YuuOu: Thunder Eagle. |                                                  |                                          |                                             |                         |
| 19 | "Demônios Revividos"                             | 復活の魔                                 | Fukkatsu no Ma                              | 14 de Maio de 2006      |
| Lady Gold põe em prática seu plano de ressuscitar os demônios já destruídos por Ryukendo e Ryugan'o, mas os espíritos de Komachi e dos pais de Koichi também são revividos. *Parte chave deste capítulo: A adaga Madan e a combinação da Espada de Dois Fios. |                                                  |                                          |                                             |                         |
| 20 | "O Dia Agonizante de Fudou"                      | 不動サン受難の日                         | Fudō-san Junan no Nichi                     | 21 de Maio de 2006      |
| Fudou conhece Sarina, que aprontava com Fudou e desconhecia porque ela ficava sozinha, mas um monstro Guckus aparece e come sua chave que fazia ele se transformar em Ryugan'o, ele possuia a capacidade de comer os maiores tesouros das pessoas. Como fará Fudou para poder recuperar a sua chave sem se transformar? *Parte chave deste capítulo: A união do espírito YuuOu Buster Wolf, guerreiro Madan Ryugan'o e dragão Madan GouRyuuGun. |                                                  |                                          |                                             |                         |
| 21 | "Adeus, Espadachim da Lua"                       | さらば月光の剣士                         | Saraba Gekkō no Kenshi                      | 28 de Maio de 2006      |
| Yack Moon é salvo por um misterioso robô, que lhe explica que o eclipse lunar que ocorrerá lhe dará seus poderes de volta. Visando uma batalha contra Ryukendo, o espadachim confronta Kenji para um duelo final. *Parte chave deste capítulo: O corte relâmpago. |                                                  |                                          |                                             |                         |
| 22 | "Torneio de Artes Marciais na Cidade"            | ご町内武道大会                           | Gochōnai Budōtaikai                         | 4 de Junho de 2006      |
| É organizado um torneio de artes marciais em Akebono, para escolher o líder da equipe de vigilantes da cidade. Em vista disso, Kenji, Fudou e Shiranami pretendem vencer a competição, mas as coisas pioram quando Rock Crimson resolve atacar o local. *Parte chave deste capítulo: Ataque Bazooka e Corte de Fogo. |                                                  |                                          |                                             |                         |
| 23 | "Visitante do Espaço Sideral"                    | 宇宙からの訪問者                         | Uchū kara no Hōmonsha                       | 11 de Junho de 2006     |
| Um enorme OVNI sobrevoa Akebono, deixando a população surpresa. Uma garotinha chamada Angela aparece do objeto e todos acreditam que ela foi enviada por Deus para proteger as pessoas. Sabendo que alguma coisa está errada, Ryukendo e Ryugan'o precisam recuperar seu prestígio e descobrir o mistério por trás da garota e do OVNI. Durante a batalha final, GouRyuuGun é destruída. - Parte chave deste capítulo: A união do espírito YuuOu Brave Leon, guerreiro Madan Ryukendo e dragão Madan GekiRyuuKen. |                                                  |                                          |                                             |                         |
| 24 | "Grande Batalha Decisiva Aérea!"                 | 空中大決戦！                             | Kūchū Daikessen!                            | 18 de Junho de 2006     |
| A batalha contra o OVNI continua, com Ryukendo e Ryuyin'o usando seus espíritos YuuOu, Thunder Eagle e Delta Shadow, em Modos Aéreos, para vencer o disco voador gigante. Ao final, é revelado que o mestre do OVNI, bem como quem "salvou" Yack Moon, é o vilão Conde Bloody. *Parte chave deste capítulo: A aparição de Thunder Eagle. |                                                  |                                          |                                             |                         |
| 25 | "O Ovo do Grande Rei Demônio"                    | 大魔王の卵                               | Daimaō no Tamago                            | 25 de Junho de 2006     |
| O filho do prefeito, Hiroshi Hashigajara mandava bilhetes para Rin Sakyou e diz que queria conhece-la e o comiçariado de Akebono pede para que Rin tenha um encontro com esse jovem e Komachi resolve dar um empurraozinho para que tudo saia perfeito. Mas se Rin se casar com Hiroshi, isso significaria abrir mão da S.H.O.T. e inclusive dizer adeus a Kenji e Komachi diz a Ryukendo que Rin iria se casar deixando Ryukendo enfurecido e GekiRyuuKen pergunta a Ryukendo porque essa mudança de atitude, achando que tivesse alguma coisa entre ele e Rin. Rin aparece em meio a luta e fica dividida se deveria continuar na S.H.O.T. ou se casar com Hiroshi, qual será a decisão final de Rin? *Parte chave deste capítulo: Dupla Transformação Madan. |                                                  |                                          |                                             |                         |
| 26 | "Curso Especial da S.H.O.T.! Quem é o Campeão"   | ＳＨＯＴスペシャル講習！優勝者は誰だ     | Shotto Supesharu Kōshū! Yūshōsha wa Dare da | 2 de Julho de 2006      |
| Episódio especial no qual Kenji, Fudou e Shiranami participam de um game-show de perguntas e respostas elaborado pela S.H.O.T., cujo prêmio é uma nova Chave Madan para o vencedor. - Parte chave deste capítulo: O Guerreiro Ryuyin'o combinado com seu espírito YuuOu Delta Shadow e o golpe Ataque do Caos aéreo. |                                                  |                                          |                                             |                         |
| 27 | "Força Total! Magna Ryugan'o!"                   | パワーアップ！マグナリュウガンオー！     | Pawā Appu! Maguna Ryūgan'ō!                 | 9 de Julho de 2006      |
| Fudou retorna à ativa após ter sua GouRyuuGun reconstruída, que unida com o Madan Magnum, o transforma em sua nova versão: Magna Ryugan'o. *Parte chave deste capítulo: A aparição de Magna Ryugan'o e o novo golpe Canhão Dragão Magna. |                                                  |                                          |                                             |                         |
| 28 | "O Coração Certeiro da Máquina"                  | 機械じかけの心                           | Kikai Jikake no Kokoro                      | 16 de Julho de 2006     |
| Um dos Astroides de Conde Bloody, Maria, cai na Terra e é resgatada pela S.H.O.T. A andróide se apega à Fudou, obedecendo apenas às suas ordens. Porém, quando a Yamanga ataca novamente, Magna Ryugan'o precisa protegê-la de seu antigo mestre. *Parte chave deste capítulo: A aparição do espírito YuuOu Magna Wolf. |                                                  |                                          |                                             |                         |
| 29 | "Nasça! Deus Ryukendo!!"                         | 誕生！ゴッドリュウケンドー！！           | Tanjō! Goddo Ryūkendō!!                     | 23 de Julho de 2006     |
| O novo monstro da Yamanga, GremGoblin, toma a GekiRyuuKen de Ryukendo e passa a atacar Akebono usando os poderes da espada. Quando a espada se recusa a desferir os golpes, absorvendo as energia com as quais entra em contato, Kenji precisa salvá-la de uma sobrecarga que pode explodir metade de Akebono. Ao usá-la novamente, devido ao armazenamento de energia, Kenji se transforma no poderoso Deus Ryukendo. *Parte chave deste capítulo: o surgimento do Deus Ryukendo. |                                                  |                                          |                                             |                         |
| 30 | "Túnel da Indecisão"                             | 迷いのトンネル                           | Mayoi no Tonneru                            | 30 de Julho de 2006     |
| A Yamanga cria um túnel ao qual são transportadas as pessoas indecisas. Quando 'Kenji e Fudou descobrem o local, precisam parar o monstro Mazerome, guardião do túnel. *Parte chave deste capítulo: A aparição do espírito YuuOu Deus Leon. |                                                  |                                          |                                             |                         |
| 31 | "O Maior Acidente de Akebono!"                   | あけぼの町最大の事件！                   | Akebono-cho Saidai no Jiken!                | 6 de Agosto de 2006     |
| Setoyama foi incubido a levar as chaves Madan para o Professor Mikuriya, mas Setoyama acaba perdendo as chaves, colocando os guerreiros Madan em ação. Poderão eles conseguir recuperar as chaves Madan? *Parte chave deste capítulo: a Técnica especial Corte Madan do Rei Dragão. |                                                  |                                          |                                             |                         |
| 32 | "O Sorriso de Shiranami"                         | 白波おおいに笑う                         | Shiranami Ōi ni Warau                       | 13 de Agosto de 2006    |
| Quando o monstro Jamind é enviado pela Yamanga para transformar o humor das pessoas, os Guerreiros Madan devem pará-lo, terminando em Fudou sendo afetado pelo raio verde da tristeza. Porém, o problema maior é quando Shiranami é atingido pelo raio amarelo da felicidade. *Parte chave deste capítulo: A união do espírito YuuOu Deus Leon, guerreiro Madan Deus Ryukendo e dragão Madan Deus GekiRyuuKen. |                                                  |                                          |                                             |                         |
| 33 | "Fusão Tripla! O Novo Poder de Ryuyin'o"         | 三位一体！リュウジンオーの新たな力       | Sanmiittai! Ryūjin'ō no Arata na Chikara    | 20 de Agosto de 2006    |
| Um monstro aparece e coloca uma espécie de máscara nas pessoas e desaparece nos espelhos. Shiranami e ZanRyuuYin animam Kaori que estava com seu rosto coberto. Nesse episódio, Delta Shadow assume a forma de motocicleta e Deus Ryukendo entrega a chave Madan a Ryuyin'o, que resultaria no último guerreiro Madan a criar uma trindade, ele mesmo, Delta Shadow e ZanRyuuYin. *Parte chave deste capítulo: A transformação de Delta Shadow na forma de motocicleta. |                                                  |                                          |                                             |                         |
| 34 | "O Maior Guarda Chuva do Mundo"                  | 世界最大のアンブレラ                     | Sekai Saidai no Anburera                    | 27 de Agosto de 2006    |
| Um guarda-chuva gigante cai do céu em Akebono e se instala na torre da cidade. Aparentemente inofensivo, o artefato começa a derramar gotas de água em cima das pessoas, fazendo com que sintam ciúmes das coisas alheias. Agora, a S.H.O.T. precisa deter a ameaça antes que a cidade se torne um caos. Kenji usa Chave Fogo evoluída e se torna o flamejante Burning Ryukendo. - Parte chave deste capítulo: A transformação de Burning Ryukendo. |                                                  |                                          |                                             |                         |
| 35 | "Auditório de Akebono Visado"                    | 狙われたあけぼのステージ                 | Nerawareta Akebono Sutēji                   | 3 de Setembro de 2006   |
| Durante uma demonstração de como lutar contra os monstros, a Yamanga ataca o auditório de Akebono, fazendo reféns várias pessoas. Kenji precisa detê-los, porém sem revelar sua identidade aos cidadãos presos. Magna Ryugan'o enfrenta Mechanic Moon a versão ciborgue do corpo de Yack Moon. *Parte chave deste capítulo: A união do espírito YuuOu Magna Wolf, guerreiro Madan Magna Ryugan'o e dragão Madan Magna GouRyuuGun. |                                                  |                                          |                                             |                         |
| 36 | "A Fantasma Lutadora"                            | 戦う幽霊                                 | Tatakau Yūrei                               | 10 de Setembro de 2006  |
| Komachi resolve ajudar Kenji treinando e enfrentando em batalha os monstros da Yamanga. Rin descobre sobre Komachi. Deus Ryukendo acessa sua forma Aqua evoluída, Blizzard Ryukendo. *Parte chave deste capítulo: A transformação de Blizzard Ryukendo. |                                                  |                                          |                                             |                         |
| 37 | "O Anel Amarelo da Felicidade"                   | 幸福の黄色いリング                       | Kōfuku no Kiiroi Ringu                      | 17 de Setembro de 2006  |
| Rock Crimson se regenera através de um pedaço seu que permaneceu na Terra. Porém, a situação se torna complicada quando Ichiko encontra a pedra e a usa como um anel, fazendo com que Crimson se apaixone pela garota. Deus Ryukendo, Magna Ryugan'o e Ryuyin'o lutam contra Crimson e o derrotam, mas Worm o tira do campo de batalha antes que seja reduzido a pó. Quando um pedaço quente e brilhante de Rock cai no chão, Lady Gold observa desconfiada. *Parte chave deste capítulo: os três guerreiros Madan trajando seus espíritos YuuOu juntos. |                                                  |                                          |                                             |                         |
| 38 | "Resgate a Base da S.H.O.T.!"                    | ＳＨＯＴ基地を救え！                     | Shotto Kichi o Sukue!                       | 24 de Setembro de 2006  |
| Após derrotar um Servo mecânico, Deus Ryukendo adquire uma nova Chave Madan. Ao expô-la ao Canhão de Luz, a chave libera um vírus computadorizado que compromete o sistema da base da S.H.O.T. Bloody envia Mechanic Moon para invadir a base, porém Kenji e Fudou não conseguem se transformar devido ao mal funcionamento dos núcleos Madan Ryu de Deus GekiRyuuKen e Magna GouRyuuGun exceto Shiranami e ZanRyuuYin. Kenji destranformado, com ajuda de Ryuyi'o partem em busco do Professor Mikuriya. *Parte chave deste capítulo: A união do espírito YuuOu Delta Shadow, guerreiro Madan Ryuyin'o e dragão Madan ZanRyuuYin. |                                                  |                                          |                                             |                         |
| 39 | "As Asas da Luz Giram ao Redor das Estrelas"     | 光の翼が星に舞う                         | Hikari no Tsubasa ga Hoshi ni Mau           | 1 de Outubro de 2006    |
| Conde Bloody e Doutor Worm formam uma aliança para instaurar sua ameaça final sobre os humanos: o satélite GrenStar, cujo laser pode destruir Akebono. Shiranami treina com Kaori. Deus Ryukendo e Magna Ryugan'o tentam deter o satélite, mas são impedidos por Rock Crimson e Mechanic Moon. Ryuyin'o tenta ir ao espaço combinado com Delta Shadow em Modo Aéreo, mas não consegue sair da atmosfera da Terra. Agora, cabe a Deus Ryukendo destruir o satélite com sua nova forma, Ryukendo Luz, e seu novo espírito YuuOu, Lightning Eagle. *Parte chave deste capítulo: A aparição de Ryukendo Luz e a fusão de Lightning Eagle. |                                                  |                                          |                                             |                         |
| 40 | "Pior Estratégia da História!?"                  | 史上悪の作戦！？                         | Shijōsai no Sakusen!?                       | 8 de Outubro de 2006    |
| Doutor Worm, com uma ajuda não intencional de Lady Gold, cria o monstro Nemanon, capaz de se transformar em qualquer pessoa. Enviado à Akebono para causar discórdia, o monstro assume a identidade de várias pessoas. Kenji e Fudou vão atrás dele, mas acabam brigando, confundidos por suas próprias cópias. *Parte chave deste capítulo: A nova habilidade de Magna Ryugan'o, uma arma se transforma em espada e outro em tiro, combinando-se forma o Canhão Dragão Magna. |                                                  |                                          |                                             |                         |
| 41 | "Ryuyin'o se Tornou um Boneco"                   | 人形になったリュウジンオー               | Ningyō ni Natta Ryūjin'ō                    | 15 de Outubro de 2006   |
| Shiranami conhece Toshiki, um garoto vítima de bullying e fã de Ryuyin'o, fazendo um boneco para entregar ao guerreiro. Enquanto isso, Bloody cria uma poção venenosa para matar Shiranami. Durante a luta, Ryuyin'o é atingido pela poção, que impede a destransformação e corrói sua vida aos poucos. Porém, ele se funde com o boneco criado pelo menino. Lá dentro, Shiranami relembra sua infância, muito parecida com a de Toshiki. *Parte chave deste capítulo: a habilidade especial Ataque do Caos. |                                                  |                                          |                                             |                         |
| 42 | "Receita Mágica"                                 | 魔法のレシピ                             | Mahō no Reshipi                             | 22 de Outubro de 2006   |
| Há semanas que não há notícia de qualquer demônio em Akebono. Por isso, Fudou é encarregado de investigar ocorrências não captadas. Em sua busca, encontra um misterioso restaurante chefiado por uma mulher cuja comida parece ter características peculiares. Fantasma Verde evolui para uma forma mais avançada. *Parte chave deste capítulo: A união do espírito YuuOu Blizzard Shark, guerreiro Madan Blizzard Ryukendo e dragão Madan Deus GekiRyuuKen. |                                                  |                                          |                                             |                         |
| 43 | "Meu Herói"                                      | わたしのヒーロー                         | Watashi no Hīrō                             | 29 de Outubro de 2006   |
| Kenji, Fudou e Shiranami marcam um encontro com Rin e Kaori na Torre de Akebono, mas Conde Bloody cria um feitiço que transforma a torre em Mayuuki, uma terrível aranha mecânica gigante que começa a destruir Akebono. Deus Ryukendo, Magna Ryugan'o e Ryuyin'o chegam ao local para destruí-la, mas a situação é mais grave do que parece quando Rin fica presa dentro da máquina. - Parte chave deste capítulo: A união do espírito YuuOu Lightning Eagle, guerreiro Madan Ryukendo Luz e dragão Madan Deus GekiRyuuKen. |                                                  |                                          |                                             |                         |
| 44 | "Cidade de Akebono Fechada"                      | 閉ざされたあけぼの町                     | Tozasareta Akebono-cho                      | 5 de Novembro de 2006   |
| Doutor Worm faz um feitiço que cria uma enorme redoma de vidro em Akebono, isolando a cidade do mundo exterior e cortando o oxigênio de dentro da barreira. Disparando um gás sonífero que faz com que Magna GouRyuuGun e ZanRyuuYin durmam, o cientista louco demanda que os Guerreiros Madan apareçam em sua forma humana. A esperança da cidade está em Kenji, que está fora da barreira mágica e vai precisar da ajuda de Komachi para salvar os cidadãos e libertar Akebono. *Parte chave deste capítulo: A união do espírito YuuOu Burning Kong, guerreiro Madan Burning Ryukendo e dragão Madan Deus GekiRyuuKen. |                                                  |                                          |                                             |                         |
| 45 | "Toda a Yamanga Aparece! Estratégia Superior"    | ジャマンガ幹部総登場！頂上作戦           | Jamanga Kanbusō Tōjō! Chōjō Sakusen         | 12 de Novembro de 2006  |
| Os generais da Yamanga se unem para destruir os Guerreiros Madan de uma vez por todas. Destruindo a camuflagem da base da S.H.O.T., Doutor Worm, Lady Gold, Conde Bloody e Rock Crimson atacam a cidade objetivando adentrar o local oculto. Agora, cabe a Kenji, Fudou e Shiranami detê-los enquanto Amachi, Setoyama e Rin tentam proteger o local. *Parte chave deste capítulo: A aparição do Ryukendo dourado. |                                                  |                                          |                                             |                         |
| 46 | "O Quarto Alvo"                                  | 四人目の標的                             | Yoninme no Hyōteki                          | 19 de Novembro de 2006  |
| Amachi confisca a Chave Madan dourada encontrada no corpo de Rock Crimson. O segredo de Worm é revelado quando Lady Gold e Conde Bloody descobrem as Chaves Supremas dentro de seus corpos. Em sonho, Rock Crimson diz à Worm para fazer um funeral para ele, com a condição de que os Guerreiros Madan estejam presentes. Será uma armadilha? *Parte chave deste capítulo: A união do espírito YuuOu Magna Wolf, guerreiro Madan Magna Ryugan'o e dragão Madan Magna GouRyuuGun. |                                                  |                                          |                                             |                         |
| 47 | "O Misterioso Guerreiro Dragão"                  | 謎の龍戦士                               | Nazo no Ryū Senshi                          | 26 de Novembro de 2006  |
| Após brigar com Deus GekiRyuuKen, Kenji encontra um homem com roupas antigas que surgiu no meio do parque de Akebono, sem se lembrar quem é nem de onde veio. Ao tentar ajudá-lo, Kenji não consegue se transformar, porém a situação se inverte quando o misterioso homem se transforma no lendário Mestre Ryukendo. *Parte chave deste capítulo: A aparição de Ryukendo misterioso Mestre Ryukendo e sua habilidade especial Corte Madan Supremo. |                                                  |                                          |                                             |                         |
| 48 | "Armamento Supremo! Ryukendo Supremo!"           | 究極武装！アルティメットリュウケンドー！ | Kyūkyoku Busō! Arutimetto Ryūkendō!         | 3 de Dezembro de 2006   |
| O Grande Rei ordena que os líderes da Yamanga o levem à superfície para que possa ser completada a última etapa de sua evolução. Akebono é violentamente atacada quando a fortaleza da Yamanga surge das águas e assola a cidade. Enquanto Deus Ryukendo precisa escapar das magias do Doutor Worm, Magna Ryugan'o acerta suas contas com 'Lady Gold e Ryuyin'o luta por vingança contra Bloody. *Parte chave deste capítulo: A transformação de Ryukendo Supremo. |                                                  |                                          |                                             |                         |
| 49 | "Grande Rei Demônio Revivido! Batalha Sem Fim"   | 大魔王復活！終わりなき戦い               | DaiMaŌ Fukkatsu! Owarinaki Tatakai          | 10 de Dezembro de 2006  |
| Após a derrota de Lady Gold, Conde Bloody e a vitória de Ryukendo Supremo sobre o Grande Rei, a cidade de Akebono comemora o triunfo sobre a Yamanga. Mas a alegria dura pouco quando Fantasma Verde reaparece e resiste ao poder final de Ryukendo Supremo, absorvendo Worm e tomando uma forma demoníaca praticamente invencível contra os Guerreiros Madan. *Parte chave deste capítulo: Corte Madan Supremo, com a união dos 4 espíritos YuuOu Deus Leon, Burning Kong, Blizzard Shark e Lightning Eagle, é formado o Dragão Trovão, atingindo a máxima fusão tripla capaz de superar qualquer inimigo |                                                  |                                          |                                             |                         |
| 50 | "A Chave que Abre o Futuro"                      | 未来をひらく鍵                           | Mirai o Hiraku Kagi                         | 17 de Dezembro de 2006  |
| Fudou e Shiranami são raptados por Fantasma Verde, que lança um feitiço sobre a Terra que transforma as pessoas em Servos sob seu comando. Com a S.H.O.T. acuada e a cidade em pânico, Kenji é a última esperança de salvar o mundo das garras da Yamanga. *Parte chave deste capítulo: a nova eneagona formação de Ryukendo Supremo, Ryugan'o Supremo e Ryuyin'o Supremo. |                                                  |                                          |                                             |                         |
| 51 | "O Natal do Luar Negro"                          | 黒い月夜のクリスマス                     | Kuroi Tsukiyo no Kurisumasu                 | 24 de Dezembro de 2006  |
| Na véspera de Natal, Yack Moon aparece vivo e consciente de sua vida passada, desejando um último duelo contra Ryukendo, mas ele compreenderá que Ryukendo evolui para Deus Ryukendo' e isso tornará a luta cada vez mais interessante. *Parte chave deste capítulo: a Técnica Especial do estilo Dragão, através das habilidades adquiridas de Narukami, Ryukendo pode vencer qualquer inimigo, mesmo sem magia. |                                                  |                                          |                                             |                         |
| 52 | "Adeus, Guerreiros Madan!"                       | さらば魔弾戦士！                         | Saraba Madan Senshi!                        | 31 de Dezembro de 2006  |
| Quando clones dos demônios da Yamanga começam a aparecer em Akebono, Kenji', Fudou e Shiranami precisam unir suas forças uma última vez para selar o Ponto de Poder, fonte de toda a energia maligna e também deverão dizer adeus a Deus GekiRyuuKen Magna GouRyuuGun e ZanRyuuYin por se afeiçoar a eles. Como será despedida final dos três? |                                                  |                                          |                                             |                         |